# یوجین دالبرت
یوجین دالبرت  (انگلیسی: Eugen d'Albert؛ زاده ۱۰ آوریل ۱۸۶۴ درگذشته ۳ مارس ۱۹۳۲) یک نوازنده پیانو، و آهنگساز اهل آلمان بود.